# X-Bomber
X-Bomber (Ｘボンバー?, Ekkusu Bonbā) è una serie televisiva live action giapponese, realizzata con l'impiego di marionette, basata su di un progetto del mangaka Gō Nagai e su alcuni suoi concept design. Venne prodotta dalla Cosmo Productions, da Dynamic Planning e dalla Jin Productions, per essere trasmessa su Fuji TV dal 4 ottobre 1980 al 28 marzo 1981, per un totale di 26 episodi, compreso il pilot. La serie venne integralmente girata in "Sūpāmariorama" (スーパーマリオラマ), un processo simile alla Supermarionation di Gerry Anderson delle serie britanniche del filone di Thunderbirds degli anni sessanta.
Il principale sceneggiatore della serie è stato Keisuke Fujikawa mentre la regia fu, tra gli altri, di Michio Mikami, Noriyasu Ogami e Akira Takahashi. La serie è conosciuta nei paesi anglofoni col titolo di "Star Fleet".

## Trama
Verso la fine del terzo millennio, le truppe dell'impero Germal avanzano verso la Terra, intenzionate ad impossessarsi del misterioso F01. Guidati dal generale Bloody Mary, gli alieni di Germal sferrano un attacco che sbaraglia le difese terrestri. Il dottor Benn ed il Generale Kuroda decidono allora di lanciare il Progetto X dalla base Luna. Per fare ciò vengono convocati tre piloti, Shiro Jinga (Shiro Hagen), Herald Bond e Ryu, ai quali quasi subito si unirà anche Lamia, una ragazza trovata quando era ancora in fasce dal dottor Saburo Jinga, padre di Shiro, e che lavora con il dottor Benn al Progetto X. Il fulcro di tale progetto è un grosso robot componibile progettato a suo tempo dal dottor Saburo Jinga. In breve, inizia una lunga lotta tra le forze terrestri e quelle dell'Impero Germal.

## Sigle
Sigla iniziale originale:
- Soldier in the Space di BOWWOW

Sigla finale originale:
- Ginga Hyouryuu di BOWWOW

Sigla italiana
- X Bomber dei Fratelli Balestra

## Doppiaggio
La serie X-Bomber giunge in Italia nei primi anni ottanta per essere trasmessa da varie emittenti locali (SuperSix). Il doppiaggio è a cura della Bivision S.r.l. di Roma.
| Personaggi           | Voce giapponese   | Voce italiana      |
| -------------------- | ----------------- | ------------------ |
| Shiro Hagen          | Toshio Furukawa   | Luca Bosisio       |
| Dottor Benn          | Mikio Terashima   | Marco Bonetti      |
| Principessa Lamia    | Mami Koyama       | Angelina Contaldi  |
| Herald Bond          | Shigeru Chiba     | Giovanni Brusatori |
| Ryu                  | Naoki Tatsuta     | Liù Bosisio        |
| P.P. Adamsky         | Yūji Mitsuya      |                    |
| Generale Kuroda      | Hidekatsu Shibata | Bruno Cattaneo     |
| Generale Bloody Mary | Rihoko Yoshida    | Liù Bosisio        |
| Koro                 | Reizō Nomoto      |                    |
| Re Germal            | Banjō Ginga       | Gabriele Carrara   |
| Capitano Custer      | Norio Wakamoto    | Renato Montanari   |
| Dottor Saburo Jinga  | Mikio Terashima   | Dario Ghirardi     |
| Narratore            | Yuzuru Fujimoto   | Gabriele Carrara   |

## Episodi
| Nº | Titolo italiano Giapponese 「Kanji」 - Rōmaji                                                                       | In onda          | In onda |
| Nº | Titolo italiano Giapponese 「Kanji」 - Rōmaji                                                                       | Giapponese       |         |
| 0  | Episodio pilota (Inedito) 「超宇宙マシーンＸボンバー 発進準備完了 」 - Chō uchū mashīn X bonbā hasshin junbi kanryō | 4 ottobre 1980   |         |
| 1  | Allarme X-Bomber 「スクランブル・Xボンバー 」 - Sukuranburu X bonbā                                                 | 11 ottobre 1980  |         |
| 2  | Flotta Germal 「奇襲ゲルマ艦隊! 」 - Kishū geruma kantai!                                                           | 18 ottobre 1980  |         |
| 3  | Operazione F-01 「F-01を探し出せ! 」 - F-01 o sagashidase!                                                          | 25 ottobre 1980  |         |
| 4  | Il mistero dei trasporti spaziali scomparsi 「輸送船団消滅す! 」 - Yusō sendan shōmetsu su!                         | 1º novembre 1980 |         |
| 5  | Vascello Destino 「謎の帆船ドクロ号! 」 - Nazo no hansen dokuro gō!                                                 | 8 novembre 1980  |         |
| 6  | Pronti al decollo 「旅立つXボンバー! 」 - Tabidatsu X bonbā!                                                        | 15 novembre 1980 |         |
| 7  | Lotta disperata 「重力墓場の死闘! 」 - Jūryoku hakaba no shitō!                                                     | 22 novembre 1980 |         |
| 8  | Il pianeta dei Mon Mon 「涙を越えて銃撃せよ! 」 - Namida o koete jūgeki seyo!                                       | 29 novembre 1980 |         |
| 9  | Le strategie di Bloody Mary 「追いつめられた司令官! 」 - Oitsumerareta shireikan!                                   | 6 dicembre 1980  |         |
| 10 | Alla deriva nello spazio infinito 「銀河漂流 」 - Ginga hyōryū                                                      | 13 dicembre 1980 |         |
| 11 | La fine di un'eterna battaglia (inedito) 「サヨナラ永遠の戦場! 」 - Sayonara eien no senjō!                         | 20 dicembre 1980 |         |
| 12 | Il nostro mortale nemico, il Capitano Custer 「宿敵はカスター大尉 」 - Shukuteki wa kasutā taii                     | 27 dicembre 1980 |         |
| 13 | L'esercito Germal 「激闘! Xボンバー対ゲルマ軍団 」 - Gekitō! X bonbā tai geruma gundan                              | 3 gennaio 1981   |         |
| 14 | Le disavventure di Lamia 「宿命の少女ラミア 」 - Shukumei no shōjo ramia                                            | 10 gennaio 1981  |         |
| 15 | Verso il pianeta M13 「XボンバーM星に死す! 」 - X bonbā M boshi ni shisu!                                           | 17 gennaio 1981  |         |
| 16 | Il rapimento di Lamia 「連れ去られたラミア 」 - Tsuresarareta ramia                                                 | 24 gennaio 1981  |         |
| 17 | Prigione di ghiaccio 「氷の牢獄で眠れ! 」 - Kōri no rōgoku de nemure!                                               | 31 gennaio 1981  |         |
| 18 | La promozione di Bloody Mary (inedito) 「ブラディマリー昇進! 」 - Buradi marī shōshin!                              | 7 febbraio 1981  |         |
| 19 | Il pianeta glaciale 「牢獄惑星を爆破せよ! 」 - Rōgoku wakusei o bakuha seyo!                                        | 14 febbraio 1981 |         |
| 20 | Il complotto 「F-01暗殺作戦 」 - F-01 ansatsu sakusen                                                               | 21 febbraio 1981 |         |
| 21 | M13 Inizia l'attacco 「M13総攻撃開始! 」 - M13 sōkōgeki kaishi!                                                     | 28 febbraio 1981 |         |
| 22 | Pronti alla guerra 「M13明日なき戦い! 」 - M13 ashita naki tatakai!                                                 | 7 marzo 1981     |         |
| 23 | Attacco all'ammiraglia Germal 「ゲルマ母艦へ突入せよ! 」 - Geruma bokan e totsunyū seyo!                            | 14 marzo 1981    |         |
| 24 | Ai confini del mondo 「地球絶体絶命! 」 - Chikyū zettaizetsumei!                                                    | 21 marzo 1981    |         |
| 25 | Anno 3000 「銀河新世紀元年 」 - Ginga shinseiki gannen                                                              | 28 marzo 1981    |         |